# دستنيز تشايلد
دستنيز تشايلد (Destiny's Child) فرقة آر إن بي أمريكية مكونة من ثلاث مغنيات هن بيونسيه نولس، وكيلي رولاند، وميشيل ويليامز. قمن بعمل أربعة ألبومات رئيسية، منها أربع أغانٍ حصلت على المركز الأول في سباق الأغاني في الولايات المتحدة، وبيع أكثر من 50 مليون نسخة من أعمالهن الموسيقية حول العالم، مما جعلهن من أكثر الفرق الموسيقية الأمريكية مبيعات موسيقية. توقفت الفرقة عن إصدار الأعمال الموسيقية في عام 2006.
وكانت الفرقة قد تشكلت في عام 1990 في مدينة هيوستن بولاية تكساس. انضم للفرقة عدد من المغنيات الأخرى ات في فترات معينة مثل لتويا لكت، ولاتافيا روبرسون، وفارا فرانكلن.وقد حصلت الفرقة على جائزة غرامي ثلاث مرات.

## أبرز الأعمال الموسيقية
- 1998: Destiny's Child
- 1999: The Writing's on the Wall
- 2001: Survivor
- 2001: 8 Days of Christmas
- 2002: This Is the Remix
- 2004: Destiny Fulfilled
- 2005: Number 1's

## وصلات خارجية
- دستنيز تشايلد على موقع IMDb (الإنجليزية)
- دستنيز تشايلد على موقع ميتاكريتيك (الإنجليزية)
- دستنيز تشايلد على موقع الموسوعة البريطانية (الإنجليزية)
- دستنيز تشايلد على موقع ميوزك برينز (الإنجليزية)
- دستنيز تشايلد على موقع رولينغ ستون (الإنجليزية)
- دستنيز تشايلد على موقع أول ميوزيك (الإنجليزية)
- دستنيز تشايلد على موقع ديسكوغز (الإنجليزية)
- الموقع الرسمي